# Oswald Hancke
Oswald Wilhelm Hancke (* 24. Dezember 1840 in Polnisch-Grätz; † 2. Oktober 1906 in Karlsruhe) war ein deutscher Theaterschauspieler, -direktor und Dramatiker.

## Leben und Wirken
Nach dem Schulbesuch widmete sich Hancke in Berlin der Apothekerkunst. 1859 wechselte er zum Theater und war von 1860 bis 1870 an der Hofbühne in Berlin engagiert. Danach zog er nach Leipzig, wo er Schauspieler und Dramaturg am Stadttheater wurde. Daraufhin war er von 1876 bis 1880 Oberregisseur in Königsberg und danach von 1880 bis 1905 Direktor des Hoftheaters in Karlsruhe, wo er 1906 starb.

## Publikationen (Auswahl)
- Friedrich Werner, der Sohn des Veteranen. Eine Erzählung aus dem deutsch-österreich Kriege für Jung und Alt. Berlin, 1868.
- Des Königs Retter. Eine Erzählung aus der Zeit Friedrich des Großen. Berlin, 1869.
- Liebeshändel. Eine heitere Erzählung. Berlin, 1869.
- Furchtbar nett! Sammlung humoristischer Vorträge für gesellige Kreise. Berlin, 1870.
- Memoiren der Gräfin Lichtenau. Berlin, 1870.
- Leipzig, eine humoristische Adreßbuchstudie. Leipzig, 1873.